# Школьный (Волгоградская область)
Школьный — посёлок во Фроловском районе Волгоградской области России. Входит в Ветютневское сельское поселение.

## География
Хутор находится в 8 км северо-западнее хутора Ветютнев на реке Арчеде.

## Население
| 2002 | 2010 |
| ---- | ---- |
| 204  | ↗208 |

## Инфраструктура
В посёлке находятся школа, профессиональное училище, медучреждение, пекарня. Населённый пункт электрифицирован, есть водопровод. Дороги асфальтированные.

## Природа
У хутора расположен государственный ботанический памятник природы «Воропаевская сосна» — насаждения сосны 1885 года на песках. Урочище «Грядина» — государственный ботанический памятник природы, лесокультурные насаждения (сосновые насаждения на песках вдоль реки Арчеда).